# Chuyến bay vũ trụ có con người
Chuyến bay vũ trụ có con người là chuyến du hành không gian với phi hành đoàn hoặc hành khách trên tàu vũ trụ. Tàu vũ trụ chở người có thể được vận hành trực tiếp, bởi phi hành đoàn của con người hoặc có thể được điều khiển từ xa từ các trạm mặt đất trên Trái Đất hoặc tự động, có thể thực hiện một nhiệm vụ cụ thể mà không cần sự tham gia của con người.
Chuyến bay vũ trụ đầu tiên có con người đã được Liên Xô phóng vào ngày 12 tháng 4 năm 1961 như một phần của chương trình Vostok, với phi hành gia Yuri Gagarin trên tàu. Con người đã liên tục hiện diện trong không gian trong 18 năm trên Trạm vũ trụ quốc tế. Tất cả các chuyến bay vũ trụ có con người cho đến nay đã được điều khiển bởi con người, với tàu vũ trụ mang con người độc lập đầu tiên được thiết kế bắt đầu vào năm 2015.
Nga và Trung Quốc có khả năng phóng tàu vũ trụ có con người với chương trình Soyuz và chương trình Thần Châu. Tại Hoa Kỳ, SpaceShipTwo đã đạt đến rìa của không gian vào năm 2018; đây là chuyến bay vũ trụ đầu tiên từ Hoa Kỳ kể từ khi Tàu con thoi nghỉ hưu vào năm 2011. Hiện tại, tất cả các chuyến thám hiểm tới Trạm vũ trụ quốc tế đều sử dụng phương tiện Soyuz vẫn gắn liền với trạm để cho phép quay trở lại nhanh nếu cần. Hoa Kỳ đang phát triển vận chuyển phi hành đoàn thương mại để tạo điều kiện tiếp cận ISS và quỹ đạo Trái Đất thấp, cũng như phương tiện Orion cho các ứng dụng quỹ đạo ngoài Trái Đất thấp.
Trong khi các chuyến bay vũ trụ thường là một hoạt động do chính phủ định hướng, thì các chuyến bay vũ trụ thương mại đã dần dần có vai trò lớn hơn. Chuyến bay vũ trụ của con người tư nhân đầu tiên diễn ra vào ngày 21 tháng 6 năm 2004, khi SpaceShipOne thực hiện một chuyến bay phụ, và một số công ty phi chính phủ đã làm việc để phát triển ngành du lịch vũ trụ. NASA cũng đã đóng một vai trò để kích thích các chuyến bay vũ trụ tư nhân thông qua các chương trình như Dịch vụ vận chuyển quỹ đạo thương mại (COTS) và Phát triển phi hành đoàn thương mại (CCDev). Với các đề xuất ngân sách năm 2011 được đưa ra vào năm 2010, chính quyền Obama đã chuyển sang mô hình mà các công ty thương mại sẽ cung cấp cho NASA dịch vụ vận chuyển cả người và vận chuyển hàng hóa lên quỹ đạo Trái Đất thấp. Các phương tiện được sử dụng cho các dịch vụ này sau đó có thể phục vụ cả NASA và khách hàng thương mại tiềm năng. Việc tiếp tế thương mại của ISS đã bắt đầu hai năm sau khi tàu con thoi nghỉ hưu và các phi hành đoàn thương mại có thể bắt đầu vào năm 2019.